# Caciocavallo
Caciocavallo ist ein italienischer Käse aus Kuhmilch oder Schafsmilch.

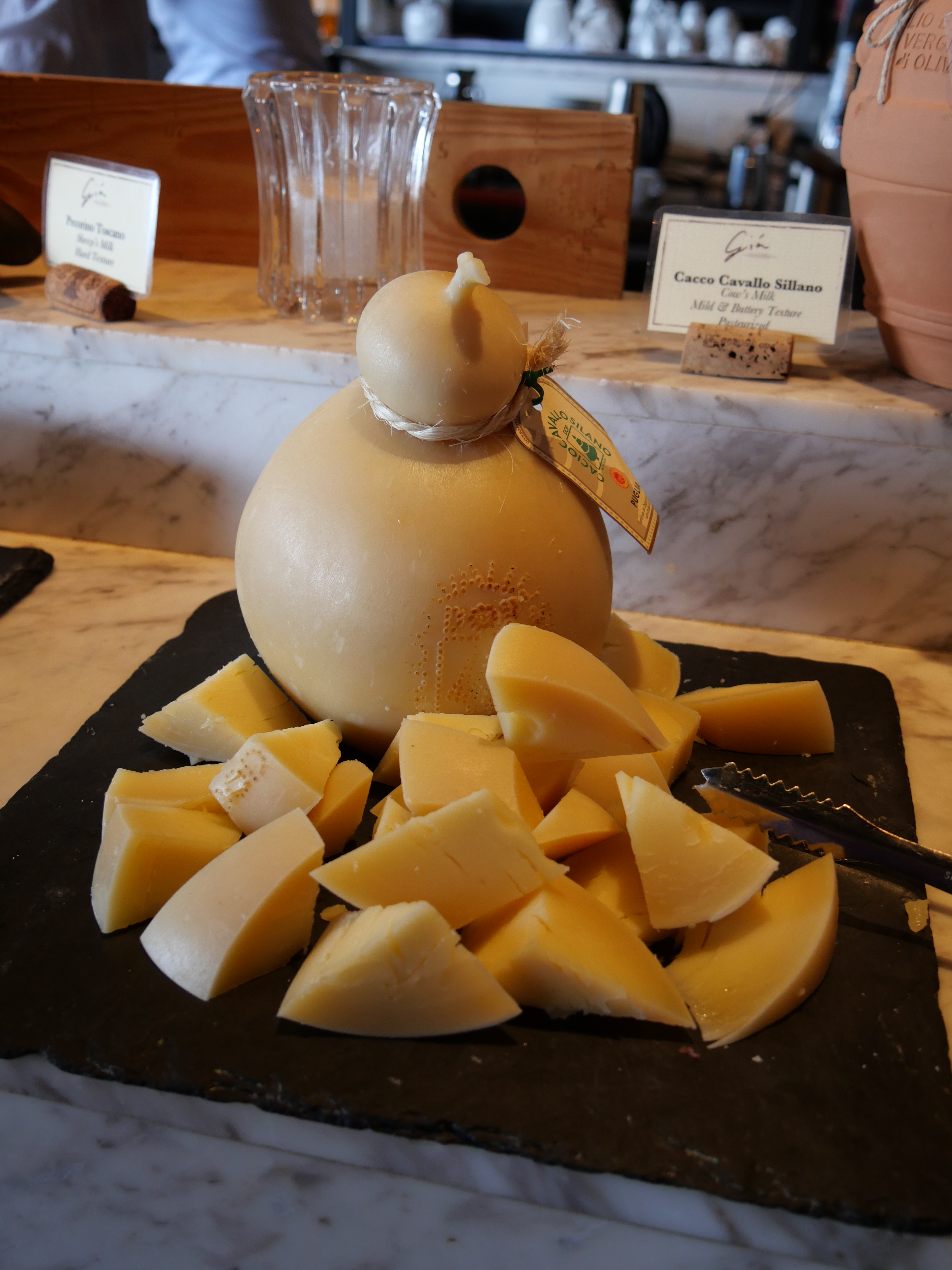
Caciocavallo

## Allgemeines
Das Rezept für diesen italienischen Käse ist sehr alt – die genaue Herkunft des Namens daher ungewiss. Ob der Käse (lateinisch caseum > frühitalienisch cacio, aber italienisch formaggio = Käse) paarweise wie Satteltaschen über Pferderücken (italienisch: cavallo = Pferd) gehängt reifen durfte, in einer Pferdeblase getrocknet oder aus Stutenmilch gewonnen wurde, kann heute nicht mehr geklärt werden. 

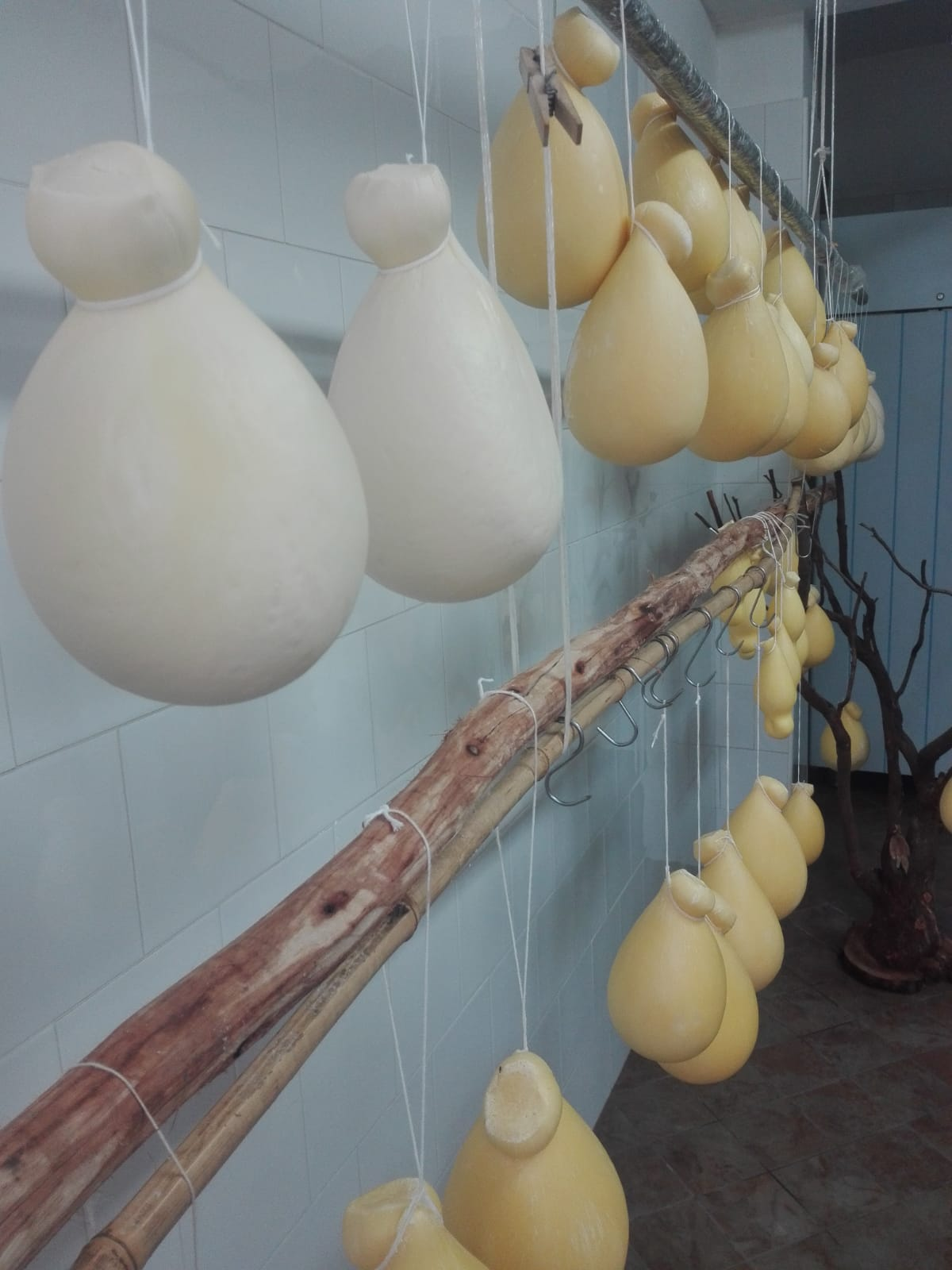
Caciocavallo

Heute besitzt der Käse die Form einer Kugel, eines Tropfens oder eines ovalen Beutels. Die Farbe der glatten Rinde wird im Laufe der Reifung dunkler. Der Käse selbst ist je nach Reife weiß bis strohgelb. Der Geschmack ist mild, fast süßlich.

## Herstellung
Frische Kuhmilch wird bei 36 °C mit Kälberlab oder Ziegenlab versetzt. Der entstandene Käsebruch wird zerkleinert und von der Molke getrennt. Der Käse bleibt drei Tage stehen. Der Kuh- oder Schafskäse wird als pasta filata gewissermaßen fadenweise um eine Holzspindel herum geformt und erhält so seine typische Birnenform. 
Der Käse mit 44 % Fett i. Tr. kann auch jung und mild genossen werden und wird nach sechs bis zwölf Monaten zum idealen Reibe- und Schmelzkäse. Hergestellt wird der Käse in den italienischen Regionen Sizilien, Basilikata, Kampanien, Molise, den Abruzzen, Apulien und Kalabrien.

## Verwendung
Verzehrt wird der Käse zu Salaten, auf Pizzen oder zu Teigwaren. In Apulien erhält man ihn im Restaurant auch als Bratkäse heiß angeboten, sei es als Beilage (Contorno) oder als Hauptgericht (Secondo piatto).